# La pista dell'odio
La pista dell'odio (The Trail of Hate) è un cortometraggio drammatico muto statunitense del 1917. Il film è considerato perduto.
È il secondo film attribuito alla regia di John Ford che firma anche la sceneggiatura con Francis Ford (fratello) e Grace Cunard. Altri biografi di Ford, tuttavia, in particolare il regista e storico del cinema americano Peter Bogdanovich, attribuiscono la sceneggiatura di questa produzione e la sua direzione al fratello maggiore di John, Francis Ford.

## Trama
Il tenente Jack Brewer (John Ford) è un Tenente di una Compagnia del LXVII Reggimento dell'Esercito degli U.S.A. di stanza in un forte dell'ovest americano; l'azione si svolge nel XX secolo. I suoi soldati lo ammirano per essersi guadagnato i gradi durante azioni militari e non per aver frequentato una Accademia. Alcuni colleghi di Brewer non condividono tale ammirazione ed in particolare il Capitano Dana Holden (Duke Worne), laureato a West Point. Madge (Louise Granville) e suo padre, sono in viaggio verso ovest con la diligenza quando vengono fermati non lontano dal forte dell'esercito, derubati e detenuti dai banditi. Un distaccamento di soldati guidato da Brewer insegue i rapinatori; il padre di Madge viene ucciso nella scaramuccia che ne segue, mentre Madge viene salvata dal tenente e portata al forte. L'arrivo della bellissima giovane donna Madge (Louise Granville) intensifica l'animosità e la tensione tra Brewer e il suo ufficiale superiore. Dopo la sua missione, Brewer riceve un congedo di un mese e al suo ritorno trova Madge ancora all'avamposto che lavora come serva e sembra trasandata e trascurata. La aiuta a ottenere vestiti migliori e migliora le sue condizioni di vita. L'attenzione di Brewer verso Madge spinge un risentito capitano Holden a suscitare pettegolezzi sulle intenzioni del suo subordinato e sul comportamento della donna. Per proteggere Madge da ogni ulteriore accenno di scandalo, Brewer le chiede di sposarlo; Madge accetta la sua proposta anche se non lo ama. Dopo il loro matrimonio, Madge inizia a flirtare con Holden, e in seguito Brewer li sorprende insieme quando torna presto dal servizio serale. Non molto tempo dopo quell'incidente, il capitano Holden viene riassegnato e lascia il forte; Madge lo accompagna, abbandonando il marito. Anni dopo", Brewer, ora capitano, viene assegnato ad un servizio all'estero nelle Filippine, dove le truppe americane stanno combattendo i nativi Moro, che si ribellano contro il dominio del loro paese da parte degli Stati Uniti. Guida le sue truppe nella lotta e scopre che il capitano Holden e Madge, che ora sono sposati, sono anche nelle Filippine e sono di stanza a Fort Craig nell'interno. Nel frattempo, Holden ha lasciato sua moglie al forte per intraprendere una spedizione di esplorazione. Ben presto viene tagliato fuori dai suoi uomini dalle forze ribelli. Invece di cercare di tornare indietro al forte per avvertire la guarnigione e proteggere Madge, sceglie di salvare se stesso procedendo verso la città di Manila. I Moro ora attaccano il forte; tuttavia, Brewer arriva in tempo con la sua compagnia per respingere l'assalto e salvare ancora una volta Madge. Il suo ex marito ora la accompagna in salvo al quartier generale della polizia filippina. Sconvolta dalla codardia di Holden e dal sua egoistica decisione di abbandonarla, ora implora Brewer di perdonarla e lo supplica di "continuare a proteggerla". Disgustato dalle suppliche di Madge, le rifiuta e la lascia per ricongiungersi alla sua compagnia.

## Produzione
Il film fu prodotto dalla Biston Motion Pictures.

## Distribuzione
Distribuito dall'Universal Film Manufacturing Company.